# Péter Halmosi
Péter Halmosi (* 25. September 1979 in Szombathely) ist ein ehemaliger ungarischer Fußballspieler auf der Position im linken Mittelfeld, der zuletzt bei Haladás Szombathely unter Vertrag stand.

## Karriere
Halmosi begann seine Profikarriere bei Szombathelyi Haladás, dem Verein, für den er in seiner Jugend schon gespielt hatte. Nachdem er 2002 in die ungarische Nationalmannschaft berufen worden war, wechselte Halmosi zum Grazer AK. Von dort wechselte er 2003 zu Debreceni VSC, einem der erfolgreichsten Klubs in Ungarn. Dort entwickelte er sich rasch zu einem Stammspieler, jedoch verlor er diesen Platz 2007 wieder, worauf er an Plymouth Argyle verliehen wurde. Bei Argyle feierte er am 13. Januar 2007 den 3:1-Heimsieg gegen Norwich City. Nach einem Jahr auf Leihe wechselte er, nachdem er mit zahlreichen anderen großen Klubs wie Celtic Glasgow und Blackburn Rovers in Verbindung gebracht wurde, für die damals teuerste Ablöse des Vereins (400.000 Pfund) endgültig zu Plymouth Argyle. Der Vertrag wurde am 16. Mai 2007 geschlossen. Am 16. Juli 2008 unterzeichnete Halmosi einen Vierjahresvertrag mit Hull City. Sein Debüt für Hull City feierte er im Freundschaftsspiel gegen FC Chesterfield am 22. Juli 2008. Sein erstes Pflichtspiel absolvierte er am 16. August 2008 beim 2:1-Heimsieg gegen den FC Fulham.
Im Januar 2010 wurde er für den Rest der Saison 2009/2010 an den ungarischen Erstligisten Haladás Szombathely ausgeliehen.
Am 4. Januar 2011 verließ Halmosi Hull City im gegenseitigen Einvernehmen. Ab dem 14. Januar spielte er wieder für Haladás Szombathely, wo er 2018 seine Karriere beendete.

## International
Halmosi spielt seit 2002 für ungarische Fußballnationalmannschaft und bestritt für diese bisher 30 Spiele, in denen ihm jedoch noch kein Tor gelang.

## Erfolge
- Nemzeti Bajnokság (Ungarische Meisterschaft): 2005, 2006
- Ungarischer Supercup: 2005, 2006